# Ђовани Амброђо де Предис
Ђовани Амброђо де Предис (око 1455 — око 1508) био је италијански ренесансни уметник из Милана, познат по томе што је сарађивао са Да Винчијем и са својим братом Евангелистом на осликавању Леонардове слике Мадона у стенама у капели цркве Сан Франческо Гранде у Милану. Амброђо, рођен Преда, стекао је репутацију портретисте, али и сликара минијатура, на двору Лудовика Сфорце.
Брак уговорен између Максимилијана I и Бјанке Марије Сфорца, нећаке Лудовика Сфорце, аранжирао је Амброђо, али је, пре него да прихвати аранжирање венчања, затражио да наслика портрет будуће невесте. Портрет је насликао 1493. Године 1494. се вратио у Милано, где је дизајнирао новац за ковницу и дизајнирао и надзирао таписеријске радове. 1502. године Амброђо је насликао његово једино потписано и датирано дело, портрет краља Максимилијана. Већи део Предисовог уметничког израза је споран. Историчари уметности се слажу око тога да су бочне стране слике Мадона у стенама, сада у Националној галерији у Лондону, насликала браћа Предис.

## Галерија
- Портрет Бјанке Марије Сфорца, једна од његових најпознатијих слика (око 1493)
- Портрет грофице Вичи, Лаура Гуискарди де Кандија, 1490
- Царица Бјанка Марија (1493)
- “Archinto” портрет (Национална галерија у Лондону), 1494
- Анђео свира лауту
- Наводно портрет Ђан Галеаца Марија Сфорце као Светог Себастијана
- Портрет музичара, у сарадњи са Да Винчијем, 1490
- Портрет младог мушкарца, око 1500
- Краљ Максимилијан I (1502)
- Девојка са трешњама, око 1491–95.